# Ben Broeders
Ben Broeders (21 de junio de 1995) es un deportista de Bélgica que compite en atletismo. Ganó una medalla de plata en el Campeonato Europeo de Atletismo por Equipos de 2019, en la prueba de salto con pértiga.